# Maurice Tadadjeu
Maurice Tadadjeu est un linguiste camerounais, né en 1950 et mort le 30 décembre 2012 à Yaoundé,. Il est connu pour ses travaux de planification linguistique, d’éducation en langue maternelle et de promotion des langues africaines.
Tadadjeu est membre fondateur de l’ACALAN (Académie africaine des langues). Il est le coéditeur de l’Alphabet général des langues camerounaises. En 2005, il a reçu le prix Linguapax.